# Оллі (Айова)
Оллі (англ. Ollie) — місто (англ. city) в США, в окрузі Кіокак штату Айова. Населення — 201 особа (2020).

## Географія
Оллі розташоване за координатами 41°11′57″ пн. ш. 92°5′32″ зх. д. / 41.19917° пн. ш. 92.09222° зх. д. (41.199148, -92.092306).  За даними Бюро перепису населення США в 2010 році місто мало площу 2,56 км², уся площа — суходіл.

## Демографія
Згідно з переписом 2010 року, у місті мешкало 215 осіб у 97 домогосподарствах у складі 58 родин. Густота населення становила 84 особи/км².  Було 108 помешкань (42/км²).
Расовий склад населення:
| - 99,1 % — білих - 0,5 % — азіатів |

До двох чи більше рас належало 0,5 %. Частка іспаномовних становила 0,0 % від усіх жителів.
За віковим діапазоном населення розподілялося таким чином: 18,6 % — особи молодші 18 років, 56,7 % — особи у віці 18—64 років, 24,7 % — особи у віці 65 років та старші. Медіана віку мешканця становила 46,1 року. На 100 осіб жіночої статі у місті припадало 90,3 чоловіків;  на 100 жінок у віці від 18 років та старших — 94,4 чоловіків також старших 18 років.
Середній дохід на одне домашнє господарство  становив 44 513 долари США (медіана — 40 469), а середній дохід на одну сім'ю — 50 227 доларів (медіана — 41 875). За межею бідності перебувало 5,8 % осіб, у тому числі 3,3 % дітей у віці до 18 років та 0,0 % осіб у віці 65 років та старших.
Цивільне працевлаштоване населення становило 105 осіб. Основні галузі зайнятості: виробництво — 28,6 %, освіта, охорона здоров'я та соціальна допомога — 24,8 %, транспорт — 13,3 %, роздрібна торгівля — 7,6 %.